# Galaxy Nexus
Galaxy Nexus (znany również jako Samsung GT-i9250 lub Nexus Prime) – smartfon firmy Google, wyprodukowany przez Samsung Electronics. Został zaprezentowany 18 października 2011 roku.

## Opis

### Ekran
Wyświetlacz modelu to HD Super AMOLED z matrycą PenTile o rozdzielczości 1280×720 pikseli i przekątnej 4,65 cala. Ekran ten jest specjalnie zakrzywiony, aby lepiej pasował do twarzy w trakcie rozmowy.

### Procesor
Jednostka obliczeniowa modelu to dwurdzeniowy procesor TI OMAP 4460 bazujący na rdzeniach ARM Cortex A9, o taktowaniu 1,2 GHz. Razem z tym procesorem w układzie SoC pracuje układ graficzny (GPU) PowerVR SGX-540.

### Pamięć
Telefon ma 8 lub 16 GB pamięci wewnętrznej flash (NAND), posiada także 1 GB pamięci LPDDR2 RAM.

### Komunikacja
Galaxy Nexus posiada łączność IEEE 802.11 (Wi-Fi) w standardach a/b/g/n. Urządzenie wyposażono także w Bluetooth w wersji 3.0 oraz system NFC (Near Field Communication). Posiada także GPS (z A-GPS), oraz złącze microUSB czy gniazdo słuchawkowe 3,5mm. Galaxy Nexus obsługuje protokół MHL, dzięki czemu możliwie jest połączenie go z monitorem za pomocą kabla MHL-HDMI.

### Aparat
Posiada dwa aparaty. Przedni, o rozdzielczości 1,3 MPx, oraz tylny (główny), z matrycą 5 MPx. Można nagrywać nim filmy w rozdzielczości Full HD 1080p.

### System
Początkowo wyposażony był w system Android wersji 4.0 Ice Cream Sandwich; był tym samym pierwszym urządzeniem z tą wersją Androida. Ostatnią dostępną wersją na ten telefon jest 4.3 Jelly Bean. Telefon nie dostanie najnowszego Androida 4.4 Kit Kat, ponieważ Google potwierdziło, że telefony sygnowane logiem Nexusa są wspierane tylko przez 18 miesięcy, a w przypadku Galaxy Nexus termin ten minął w kwietniu 2013 roku. Aktualizacja do Androida 4.4 Kit Kat jest możliwa nieoficjalną drogą dzięki CyanogenMod.

## Problemy
Pierwsza seria telefonów Galaxy Nexus z powodu wady sprzętowej w pewnych warunkach samowolnie zwiększała lub zmniejszała głośność. Problem dotyczył europejskich konsumentów korzystających z nadajników na częstotliwości 900 MHz. Problem nasilał się, gdy sygnał był niski lub następowało przełączanie pomiędzy nadajnikami 2G i 3G. Według sondy na stronie XDA Developers problem dotyczył około 60% biorących udział w ankiecie. Aktualizacja oprogramowania poprawiła zachowanie telefonu.
Niektórzy użytkownicy narzekają na słabą żywotność baterii oraz problemy z zasięgiem w sieci Verizon. Pojedynczy użytkownicy zauważyli także problem z ekranem dotykowym.
Po aktualizacji oprogramowania do wersji 4.0.4 niektórzy użytkownicy o pewnych parametrach telefonu zaczęli doznawać problemy z zasięgiem podczas gdy telefon jest „uśpiony”.